# 韓國獨立運動
，是指19世纪末至20世纪，朝鮮半島民眾為摆脱日本殖民统治實現民族獨立的反日鬥爭。

## 沿革
1907年8月1日，日本强行解散朝鲜军队，并逼迫高宗让位，实行所谓的统监政治。许多朝鲜士兵拒绝缴械并携枪出走，组织抗日武装，引发大规模的反日义兵运动:49。1909年10月26日，安重根在哈尔滨火车站将统监府首任统监伊藤博文击毙:34-35:43-45。
1919年的「三一運動」是獨立運動的第一個高潮，韓國獨立人士於中國上海成立大韩民国临时政府。1932年，大韩民国临时政府在上海策動了舉世震驚的虹口公園爆炸案。第二次中日戰爭爆發後，上海被日本攻下，临时政府的核心人员十余人流亡到了重庆。从1939年到1945年抗日戰爭期間，大韓民国临时政府在国民政府的援助下，在重庆组建了光复军，宋美龄还特别捐赠了光复军慰劳金10万元。后光复军还在西安成立总务处。光復軍利用其通曉日語的優勢，主要從事書寫標語、對敵廣播喊話等瓦解敵軍工作以及審問敵軍戰俘、破譯敵軍口令等工作。
而从1932年起，朝鲜共产党領導人金日成就在中国东北开展抗日游击活动。共产党人所领导的游击队是主要朝鲜抗日力量之一。金日成所率領的部隊在1937年攻下朝鮮半島北部普天堡鎮，但在1941年被迫退出到苏联。
1943年开罗会议，國民政府主席蔣中正坚持并力争美國罗斯福总统的支持，促使羅斯福和英國首相邱吉爾支持在「適當時候」讓朝鮮獨立，並寫入了開羅宣言，确定了韩国独立的国际地位，奠定战后韩国独立的国际法地位:583。
1945年，日本向盟軍無條件投降，美軍軍事佔領朝鮮半島北緯38度以南領土，成立了美軍政廳；蘇聯軍隊佔領北緯38度以北，成立了蘇聯民政廳。
1947年秋，美国在联合国提出朝鲜半岛问题，联合国通过一项决议，要求朝鲜半岛举行民选，成立政府后，美蘇撤军。
然而，1948年的选举仅在朝鲜半岛南部举行，在选举结果的基础上，8月15日，大韩民国宣布成立。同年9月9日，在苏联的支持下，金日成宣布成立朝鲜民主主义人民共和国。12月12日，聯合國大會第三屆大會第一百八十七次全體會議通過第195（III）決議案，設立朝鮮問題委員會，由澳大利亞、中华民国、薩爾瓦多、法國、印度、菲律賓、敍利亞各派代表組成。
之后因朝鲜半岛两政府之间存在合法性争议，爆发了朝鲜战争。最終於1953年簽署停戰協定，兩韓仍分裂至今。

## 外部連結
- 韩国独立运动在海外的历史史迹 （页面存档备份，存于）
- 独立运动家之梦 （页面存档备份，存于）